# Referéndum sobre la permanencia del Reino Unido en las Comunidades Europeas
El referéndum sobre la permanencia del Reino Unido en las Comunidades Europeas, también conocido como referéndum sobre el Mercado Común y referéndum sobre la permanencia del Reino Unido en la Comunidad Económica Europea fue un referéndum celebrado en las naciones constitutivas del Reino Unido el 5 de junio de 1975 para tomar una decisión sobre la continuidad del país en las Comunidades Europeas, en las que se había integrado en 1973 bajo el gobierno del conservador Edward Heath. El Partido Laborista se presentó a las elecciones generales de octubre de 1974 prometiendo que el pueblo "decidiría en las urnas" si quería que el Reino Unido siguiera siendo miembro de las Comunidades Europeas o no.
Las elecciones generales de febrero de 1974 dieron como resultado un gobierno en minoría laborista, que luego obtuvo la mayoría en las elecciones generales de octubre de 1974. Los laboristas se comprometieron en su manifiesto de febrero de 1974 a renegociar los términos de la adhesión británica a la CE y luego consultar al público si Gran Bretaña debería permanecer en la CE en los nuevos términos, si eran aceptables para el gobierno. Históricamente, el Partido Laborista había temido las consecuencias de ser miembro de la CE, como las grandes diferencias entre el alto precio de los alimentos bajo la Política Agrícola Común y los bajos precios predominantes en los mercados de la Commonwealth, así como la pérdida tanto de la soberanía económica como de la libertad de los gobiernos para participar en políticas industriales socialistas, y los líderes del partido expresaron su opinión de que los conservadores habían negociado términos desfavorables para Gran Bretaña.. Los jefes de gobierno de la CE acordaron un acuerdo en Dublín el 11 de marzo de 1975; Wilson declaró: "Creo que nuestros objetivos de renegociación se han logrado sustancialmente, aunque no completamente", y dijo que el gobierno recomendaría un voto a favor de la permanencia dentro de la Comunidad Europea. El 9 de abril, la Cámara de los Comunes votó por 396 a 170 continuar dentro del Mercado Común en los nuevos términos. Junto con estos desarrollos, el gobierno redactó un Proyecto de Ley de Referéndum, que se moverá en caso de una renegociación exitosa.
En la consulta, celebrada el 5 de junio de 1975, el electorado aprobó la continuidad en el club comunitario con un 67 % de votos favorables y un 65 % de participación. Fue el primer referéndum celebrado a escala nacional en todo el Reino Unido, sin que se celebrara otro hasta 2011.
El referéndum logró temporalmente la ambición de Harold Wilson de unir al dividido Partido Laborista sobre el tema europeo; sin embargo, ocho años después, el manifiesto de las elecciones generales de 1983 de los laboristas prometía la retirada de la Comunidad Europea. También fortaleció significativamente la posición de los políticos a favor del mercado (luego pro-Europa) en el Parlamento del Reino Unido durante los siguientes treinta años, pero el tema siguió siendo polémico y en las décadas siguientes, los gobiernos del Reino Unido se integraron aún más en el proyecto europeo mediante la ratificación de los tratados europeos posteriores (en particular Maastricht y Lisboa) pero sin el consentimiento directo del pueblo británico, pero decidió no adoptar el euro después de que la libra se viera obligada a retirarse de su precursor, el Mecanismo de tipos de cambio en 1992, lo que se conoció como Miércoles Negro. A pesar de esto, los políticos cada vez más euroescépticos creían que el principio de la soberanía parlamentaria se estaba erosionando y pidieron un segundo referéndum sobre la permanencia de Gran Bretaña en la Unión Europea (UE), dicho referéndum se celebró en el año 2016 y resultó en una mayoría a favor de que el Reino Unido abandone la UE.

## Resultados
El referéndum mostró una aprobación mayoritaria de los británicos a su continuidad en el proyecto europeo, mostrándose una mayoría amplia en cada nación constitutiva.
| Nación            | Votos favorables | %      |
| ----------------- | ---------------- | ------ |
| Inglaterra        | 14 918 009       | 68,7 % |
| Escocia           | 1 332 186        | 58,4 % |
| Irlanda del Norte | 259 251          | 52,1 % |
| Gales             | 472 071          | 64,8 % |

Únicamente dos condados insulares escasamente poblados del norte de Escocia votaron mayoritariamente en contra de la permanencia: las Hébridas Exteriores y las Shetland.
| Respuesta                     | Votos      | %        |
| ----------------------------- | ---------- | -------- |
| Sí                            | 17 378 581 | 67,23 %  |
| No                            | 8 470 073  | 32,77 %  |
| Blancos o nulos               | 54 540     | 0,21 %   |
| Total (participación: 64,5 %) | 25 903 194 | 100,00 % |